# Hydropsyche banksi
Hydropsyche banksi är en nattsländeart som beskrevs av Douglas E. Kimmins 1955. Hydropsyche banksi ingår i släktet Hydropsyche och familjen ryssjenattsländor. Inga underarter finns listade i Catalogue of Life.